# Liste von Mühlen an der Flöha

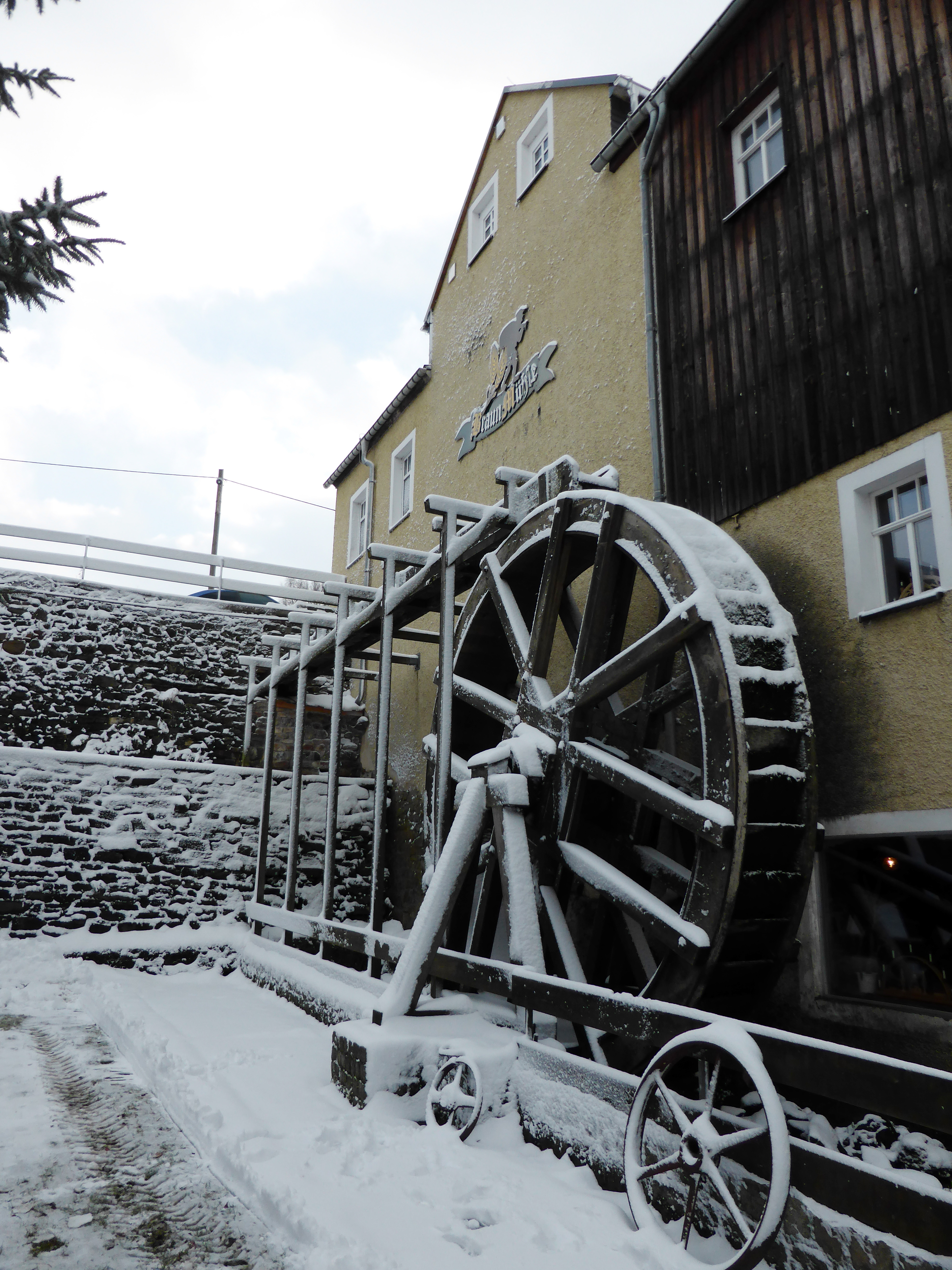
Mahlmühle Braun in Dörnthal

Die Liste von Mühlen an der Flöha gibt eine Übersicht über die historischen Wassermühlen an der Flöha (Fluss) und deren Zuflüssen unabhängig davon, ob sie noch existieren oder bereits verfallen und abgerissen sind. Es wurden über 130 Mühlenstandorte erfasst. Viele Mühlen existieren nicht mehr, einige sind umgebaut und dienen anderen Zwecken.
Bei Mühlen, die unter Denkmalschutz stehen, kann über die ID-Nummer der jeweilige Denkmaltext aus der sächsischen Denkmalliste aufgerufen werden. Die historische Bedeutung der Mühlen als Einzeldenkmale ergibt sich aus dem Denkmaltext des Landesamts für Denkmalpflege Sachsen.

## Legende
- Bild: zeigt ein Bild der Mühle und gegebenenfalls zusätzlich einen Link zu weiteren Fotos im Medienarchiv Wikimedia Commons.
- Bezeichnung: Name der Mühle und gegebenenfalls Bauwerksname des Kulturdenkmals
- Lage: Ortsteil bzw. Gemarkung sowie Straßenname und Hausnummer. Der Link Karte führt zur Kartendarstellung.
- Datierung: gibt das Jahr der Fertigstellung oder den Zeitraum der Errichtung an.
- Beschreibung: Angabe baulicher und geschichtlicher Einzelheiten, von Denkmaleigenschaften sowie ehemaligen Besitzern oder Bewohnern der Mühle
- ID: Falls die Mühle ein Kulturdenkmal ist, ist hier die ID-Nr. des Landesamts für Denkmalpflege Sachsen angegeben. Ein ggf. vorhandenes Icon  führt zu den Angaben bei Wikidata.

## Liste von Mühlen an der Flöha
Die Liste der ehemaligen Mühlen ist entsprechend der örtlichen Lage von der Quelle bis zur Mündung gegliedert.
| Bild | Bezeichnung | Lage                                              | Datierung         | Beschreibung | ID       |
| --- | --- | ------------------------------------------------- | ----------------- | --- | -------- |
| Direkt Bild zu diesem Denkmal hochladen                                                                              | Kirchmühle Fleyh (Podkostelní mlýn Fláje)                                                                            | Fláje (Fleyh) (Karte)                             |                   | ehem. Kirchmühle Fleyh am Flájský potok (Flöha), 1963 abgerissen, im Stauraum der Talsperre Talsperre Fláje |          |
| Direkt Bild zu diesem Denkmal hochladen                                                                              | Mühle I bis IV Fleyh (Flájský mlýn I bis IV)                                                                         | Fláje (Karte)                                     |                   | ehem. Mühlen I bis IV Fleyh am Flájský potok, abgerissen, im Stauraum der Talsperre Fláje |          |
| Direkt Bild zu diesem Denkmal hochladen                                                                              | Obermühle Georgendorf (Horní mlýn Český Jiřetín)                                                                     | Český Jiřetín 14 (Georgendorf) (Karte)            |                   | ehem. Obermühle Georgendorf am Flájský potok, durch Neubauten ersetzt |          |
| Direkt Bild zu diesem Denkmal hochladen                                                                              | Fleischer-Mühle Georgendorf (Fleischerův mlýn)                                                                       | Český Jiřetín (Karte)                             |                   | ehem. Fleischer-Mühle Georgendorf am Flájský potok, eine größere Mühle im Zentrum von Český Jiřetín, 1930 als Drechsel- und Schrotmühle eingetragen, zwischen 1953 und 1963 abgerissen. |          |
| Direkt Bild zu diesem Denkmal hochladen                                                                              | Pausner-Mühle Georgendorf (Pausnerův mlýn Český Jiřetín)                                                             | Český Jiřetín (Karte)                             |                   | ehem. Pausner-Mühle Georgendorf am Flájský potok, eine größere Mühle in der Nähe des Zollhauses in Český Jiřetín, 1963 abgerissen. |          |
| Direkt Bild zu diesem Denkmal hochladen                                                                              | Köhler-Mühle Georgendorf (Köhlerův mlýn Český Jiřetín)                                                               | Český Jiřetín (Karte)                             |                   | ehem. Köhler-Mühle Georgendorf am Flájský potok, um 1953 bereits ruinös. |          |
| Direkt Bild zu diesem Denkmal hochladen                                                                              | Schindler-Mühle Georgendorf (Schindlerův mlýn Český Jiřetín)                                                         | Český Jiřetín (Karte)                             |                   | ehem. Schindler-Mühle Georgendorf am Flájský potok, um 1963 abgerissen, im Stauraum der Talsperre Rauschenbach. |          |
| Direkt Bild zu diesem Denkmal hochladen                                                                              | Niedermühle Georgendorf (Dolní mlýn Český Jiřetín)                                                                   | Český Jiřetín (Karte)                             |                   | ehem. Niedermühle Georgendorf am Flájský potok, um 1945 abgerissen, seit 1968 im Stauraum der Talsperre Rauschenbach. |          |
| Mühle Rauschenbach                                                                                                   | Mühle Rauschenbach                                                                                                   | Rauschenbach 12 (Karte)                           | um 1930           | ehem. Mühle Rauschenbach an der Flöha unterhalb der Talsperre Rauschenbach, jetzt Pension; Mühle; im traditionellen Stil errichtetes Gebäude mit Fachwerk-Obergeschoss, baugeschichtlich und technikgeschichtlich von Bedeutung. | 09209916 |
| Lösermühle Hainberg                                                                                                  | Lösermühle Hainberg                                                                                                  | Cämmerswalde, An der Lösermühle 1 (Karte)         |                   | ehem. Lösermühle im OT Hainberg, urspr. Brettmühle, jetzt Café |          |
| Direkt Bild zu diesem Denkmal hochladen                                                                              | Brettmühle Neuhausen                                                                                                 | Neuhausen/Erzgeb., Bienenmühler Straße (Karte)    |                   | ehem. Brettmühle Neuhausen, genaue Lage unklar |          |
| Weitere Bilder | Ölmühle Neuhausen/Erzgeb.                                                                                            | Neuhausen/Erzgeb., Bahnhofstraße (Karte)          |                   | ehem. Ölmühle Neuhausen/Erzgeb., bis 1945 in Betrieb, 1957/1984 abgerissen (wüst). |          |
| Direkt Bild zu diesem Denkmal hochladen                                                                              | Brettmühle Frauenbach                                                                                                | Neuhausen/Erzgeb., Frauenbachstraße 70 (Karte)    | 1860              | ehem. Brettmühle Frauenbach am Frauenbach; Mühle, zeittypisches Gebäude, ortsgeschichtliche und technikgeschichtliche Bedeutung. | 09209941 |
| Direkt Bild zu diesem Denkmal hochladen                                                                              | Göpfert-Mühle Dittersbach                                                                                            | Dittersbach, Olbernhauer Straße 46 (Karte)        | Mitte 19. Jh.     | ehem. Göpfert-Mühle Dittersbach; Wohnmühlenhaus; hauptsächlich als Ölmühle betrieben, urkundlich seit 1848 Mühlenstandort, bis 1963 als Mühle mit verschiedenem Mahlgut in Betrieb, ohne technische Ausstattung, zeit- und landschaftstypisches Fachwerk-Gebäude, baugeschichtlich, ortsgeschichtlich und technikgeschichtlich von Bedeutung. | 09209966 |
| Direkt Bild zu diesem Denkmal hochladen                                                                              | Brettmühle oder Schleiferei Dittersbach                                                                              | Dittersbach, Talstraße 26 (Karte)                 |                   | ehem. Brettmühle, später Schleiferei Dittersbach |          |
| Weitere Bilder | Mortelmühle Sayda | Sayda, Mortelgrund 5 (Karte)                      | 1849              | ehem. Mortelmühle Sayda am Mortelbach, Kornmühle, später Gasthaus; Ehemalige Wassermühle, heute Wohnhaus mit ehemaligem Mühlteich, Mortelgraben (Mühlgraben), Langenwiesengraben (Mühlgraben im Mortelgrund) und Ablaufgraben; weitgehend original erhaltener Mühlenkomplex (ohne Mühlentechnik) von ortshistorischer und bauhistorischer sowie landschaftsprägender Bedeutung. | 08991024 |
| Direkt Bild zu diesem Denkmal hochladen                                                                              | Wassermühle Niederseiffenbach                                                                                        | Niederseiffenbach, Dorfstraße 1 (Karte)           |                   | ehem. Wassermühle Niederseiffenbach am Mortelbach |          |
| Sägewerk Niederseiffenbach                                                                                           | Sägewerk Niederseiffenbach                                                                                           | Niederseiffenbach, Olbernhauer Straße 11a (Karte) |                   | ehem. Hammermühle Niederseiffenbach, später Sägewerk |          |
| Direkt Bild zu diesem Denkmal hochladen                                                                              | Zechenmühle Heidersdorf; Holzwarenfabrik Seibt                                                                       | Heidersdorf, Zechenweg 24 (Karte)                 | 2. Hälfte 19. Jh. | ehem. Zechenmühle Heidersdorf, später Holzwarenfabrik Seibt; Fabrikgebäude (dreigeschossiges Kerngebäude und zweigeschossiger Anbau NO); alte Ortslage Eisenzeche im Ort Niederseiffenbach, historisierender Putzbau, ehemals Holzwarenbetrieb Seibt, hervorgegangen aus der Zechenmühle, ortshistorische und ortsbildprägende Bedeutung. Über hohem Sockelgeschoss dreigeschossiger Kopfbau mit einfach profilierten Zwillingsfenstern, Erker, Mansardwalmdach mit Dachhäuschen, Zierverankerungen, originale Haustür, etwas einfacher gestaltet der dreigeschossige Anbau mit Backsteingliederung und originaler Tür. | 09207872 |
| Direkt Bild zu diesem Denkmal hochladen                                                                              | Schaffermühle Heidersdorf                                                                                            | Heidersdorf, Olbernhauer Straße 42 (Karte)        |                   | ehem. Schaffermühle Heidersdorf, später Holzschleiferei, abgerissen (wüst) |          |
| Direkt Bild zu diesem Denkmal hochladen                                                                              | Schweinitzmühle Brandau                                                                                              | Brandov (Karte)                                   |                   | ehem. Schweinitzmühle (Brandovský mlýn), Sägemühle, nach 1945 abgerissen (wüst) |          |
| Direkt Bild zu diesem Denkmal hochladen                                                                              | Mühle Böhmisch Grünthal                                                                                              | Brandov, Zelený Důl (Karte)                       |                   | ehem. Mühle Böhmisch Grünthal (Zelený Důl), abgerissen |          |
| Weitere Bilder | Hüttenmühle Grünthal                                                                                                 | Grünthal, An der Natzschung 1 (Karte)             | 16. Jh.           | ehem. Hüttenmühle (Nr. 1) der Saigerhütte Grünthal; Einzeldenkmale der Sachgesamtheit Saigerhütte: Mühlengebäude und Nebengebäude (Hüttenmühle, An der Natzschung 1), ehemalige Schmelzhütte, (Garhaus, An der Natzschung 2), Wohnhaus (An der Natzschung 3), Hammerwerk (Althammer, An der Natzschung 5), Denkmal für die Gefallenen des Ersten Weltkrieges (vor An der Natzschung 5), Wohnhaus, (Försterhaus, An der Natzschung 7) und drei Arbeiterwohnhäuser (Doppelhäuser, An der Natzschung 11-21) (siehe auch Sachgesamtheitsliste - Obj. 09205114, In der Hütte 1-20a); bedeutendes technisches Denkmal, seit 1493 bestehende Kupferhütte, die bis heute die Vorstellung einer mittelalterlichen Produktionsstätte vermittelt, seit 2019 zugehörig zur Kernzone des UNESCO-Welterbes »Montanregion Erzgebirge/Krušnohoři«.                                                                                   | 09205450 |
| Direkt Bild zu diesem Denkmal hochladen                                                                              | Obermühle Olbernhau                                                                                                  | Olbernhau, Zum Poppschen Gut 1 (Karte)            |                   | ehem. Obermühle Olbernhau, 1992/93 abgerissen, seit 1995 Einkaufszentrum |          |
| Mühle Olbernhau | Mühle Olbernhau | Olbernhau, Markt 2 (Karte)                        | um 1800           | ehem. Mühle Olbernhau; Wohnhaus in halboffener Bebauung; in markanter Lage am Markt stehendes Gebäude mit alter Bausubstanz, baugeschichtlich von Bedeutung, prägend für das Straßenbild sind die Arkaden, ehemaliger Mühlenstandort. | 08956348 |
| Pulvermühle Olbernhau                                                                                                | Pulvermühle Olbernhau                                                                                                | Olbernhau, Rungstockstraße 79 (Karte)             | um 1815           | ehem. Pulvermühle Olbernhau am Rungstockbach; Wohnhaus eines Mühlenanwesens; im hinteren Rungstocktal gelegener Putzbau mit baugeschichtlicher und ortsgeschichtlicher Bedeutung. | 09205151 |
| Direkt Bild zu diesem Denkmal hochladen                                                                              | Sägemühle Fritzsche Olbernhau                                                                                        | Olbernhau, Rungstockstraße 124 (Karte)            | um 1905           | ehem. Sägemühle Fritzsche Olbernhau am Rungstockbach; Ehemalige Sägemühle mit Turbinenanlage und 400 m Druckleitung (ehemalige Sägemühle Fritzsche) sowie Stauteich der ehemaligen Pulvermühle; ortsgeschichtlich und technikgeschichtlich bedeutsam. | 08955687 |
| Direkt Bild zu diesem Denkmal hochladen                                                                              | Hintermühle Olbernhau                                                                                                | Olbernhau, Zöblitzer Straße 3 (Karte)             | um 1700           | ehem. Hintermühle Olbernhau; Wohnmühlenhaus einer ehemaligen Mühle; Putzbau mit imposantem Walmdach, Segmentbogenportal erhalten, als ehemaliges Mühlengebäude von baugeschichtlicher und ortsgeschichtlicher Bedeutung. | 09205164 |
| Vordermühle Olbernhau                                                                                                | Vordermühle Olbernhau                                                                                                | Olbernhau, Mühlgäßchen 3 (Karte)                  | 19. Jh.           | ehem. Vordermühle Olbernhau, unter Denkmalschutz steht nur: Flusskieselpflaster vor der ehemaligen Vordermühle sowie alter Mühlstein; ortsgeschichtlich von Bedeutung. | 09205134 |
| Direkt Bild zu diesem Denkmal hochladen                                                                              | Hofmühle Pfaffroda                                                                                                   | Pfaffroda, Am Schafhübel 1 (Karte)                | 1758              | ehem. Hofmühle Pfaffroda am Bielabach; Mühle und zwei Seitengebäude eines Mühlenanwesens; in charakteristischer Ortslage befindliches Ensemble mit unveränderter Baugestalt und Originalsubstanz, ortsgeschichtlich von Bedeutung. | 09206657 |
| Direkt Bild zu diesem Denkmal hochladen                                                                              | Ölmühle Edwald Butter Kleinneuschönberg                                                                              | Kleinneuschönberg, Am Graben 3 (Karte)            | 1661/1868         | ehem. Ölmühle Edwald Butter Kleinneuschönberg; Ölmühle mit technischer Ausstattung sowie Mühlgraben; technisches Denkmal mit alter Ausstattung sowie oberschlächtigem Wasserrad, von orts- und technikgeschichtlicher Bedeutung. | 09205187 |
| Direkt Bild zu diesem Denkmal hochladen                                                                              | Wiesenmühle Blumenau                                                                                                 | Blumenau, Wiesenmühlenweg 18 (Karte)              |                   | ehem. Wiesenmühle Blumenau |          |
| Direkt Bild zu diesem Denkmal hochladen                                                                              | Holzschleiferei und Pappenfabrik Blumenau                                                                            | Blumenau, Hauptstraße 87 (Karte)                  | 1891              | ehem. Mühle, Holzschleiferei und Pappenfabrik; Fabrikgebäude und Schornstein einer ehemaligen Pappenfabrik; großer markanter Putzbau, am Ortseingang gelegen, Putzbau mit Gliederungselementen in Klinker, als ehemalige Holzschleiferei und Pappenfabrik Weißflog & Sonntag ortsgeschichtlich bedeutsam. | 08956371 |
| Direkt Bild zu diesem Denkmal hochladen                                                                              | Ölmühle Sorgau | Sorgau, Am Sorgauer Maiberg 4 (Karte)             |                   | ehem. Ölmühle Sorgau am Sorgauer Bach, jetzt Erlebnishof Sorgau |          |
| Weitere Bilder | Wernsdorfer Papierfabrik Günther & Richter                                                                           | Wernsdorf, Wernsdorfer Papierfabrik 2 (Karte)     | um 1905           | ehem. Wernsdorfer Papierfabrik Günther & Richter, jetzt Zenner & Polster GmbH; Verwaltungsgebäude und Wohnhaus einer Papierfabrik; älterer Bauteil der Fabrik, parallel zur Bahnlinie stehend, original erhaltener Putzbau, von ortshistorischer Bedeutung. | 09207887 |
| Weitere Bilder | Amtsmühle Nennigmühle                                                                                                | Nennigmühle, Nennigmühle 2 (Karte)                | 18. Jh.           | ehem. Amtsmühle im OT Nennigmühle; Mühlenwohnhaus; Obergeschoss Fachwerk, mit Mansarddach und Dachreiter, ab 1930 Landheim des Christlichen Vereins junger Männer (CVJM) Chemnitz, ortshistorische, ortsbildprägende und besondere baugeschichtliche Bedeutung. | 09207994 |
| Direkt Bild zu diesem Denkmal hochladen                                                                              | Wasserkraftwerk Nennigmühle                                                                                          | Nennigmühle, Nennigmühle 17 (Karte)               | 1903              | ehem. Mühle, jetzt Drechslerei Nennigmühle; Wasserkraftwerk und Graben; baugeschichtlich und technikgeschichtlich von Bedeutung. | 09207993 |
| Papierfabrik C. G. Hübler Görsdorf                                                                                   | Papierfabrik C. G. Hübler Görsdorf                                                                                   | Görsdorf, Freiberger Straße 8 (Karte)             | um 1900           | ehem. Mühle, Papierfabrik C. G. Hübler Görsdorf; Fabrikgebäude; Putzbauten mit einheitlicher Ziegelgliederung, baugeschichtliche und industriegeschichtliche Bedeutung. | 09305990 |
| Direkt Bild zu diesem Denkmal hochladen                                                                              | Kohlhaumühle oder Mühlenwerke Görsdorf                                                                               | Görsdorf, Mühle 1; 3 (Karte)                      | Ende 19. Jh.      | ehem. Kohlhaumühle oder Mühlenwerke Görsdorf; unter Denkmalschutz steht nur: Technische Ausstattung der Mühle; alte Getreidemühle, technikgeschichtlich von Bedeutung. | 09205520 |
| Direkt Bild zu diesem Denkmal hochladen                                                                              | Wasserkraftwerk Görsdorf                                                                                             | Görsdorf (Karte)                                  |                   | ehem. Mühle, Wasserkraftwerk Görsdorf |          |
| Direkt Bild zu diesem Denkmal hochladen                                                                              | Obere Schleiferei Rauenstein                                                                                         | Rauenstein 14 (Karte)                             | 1918              | ehem. Obere Schleiferei Rauenstein |          |
| Direkt Bild zu diesem Denkmal hochladen                                                                              | Hornmühle Rauenstein; Untere Schleiferei                                                                             | Rauenstein (Karte)                                | 1885              | ehem. Hornmühle Rauenstein, ab 1885 im Besitz von Wilhelm von Herder (1824–1907), bis 1960 in Betrieb |          |
| Seifertmühle Wünschendorf                                                                                            | Seifertmühle Wünschendorf                                                                                            | Wünschendorf, Bahnhofstraße 6 (Karte)             | um 1905           | ehem. Seifertmühle, Holzbiegefabrik Louis Seifert Wünschendorf, 1972 verstaatlicht, jetzt Brauerei Bierfabrik Erzgebirge; ehemalige Holzwarenfabrik, mit Schornstein; Putzbau mit Ziegelgliederung, baugeschichtliche und ortshistorische Bedeutung. | 09207640 |
| Direkt Bild zu diesem Denkmal hochladen                                                                              | Vogels Brettmühle Borstendorf                                                                                        | Borstendorf, Flöhatalstraße (Karte)               |                   | ehem. Vogels Brettmühle Borstendorf, Holzschleiferei bis 1962, danach Ferienlager |          |
| Floßmühle Borstendorf; Papierfabrik C. G. Schönherr                                                                  | Floßmühle Borstendorf; Papierfabrik C. G. Schönherr                                                                  | Borstendorf, Flöhatalstraße 5 (Karte)             | 1897              | ehem. Floßmühle Borstendorf, Papierfabrik C. G. Schönherr; Verwaltungsgebäude einer Papierfabrik; Teil der Mühlenwerke Floßmühle, gründerzeitliche Klinkerfassade, ortsgeschichtlich und technikgeschichtlich von Bedeutung. | 09240145 |
| Floßmühle Borstendorf                                                                                                | Floßmühle Borstendorf                                                                                                | Borstendorf, Flöhatalstraße 2 (Karte)             | 1882              | ehem. Floßmühle Borstendorf, Getreidemühle, 1948 enteignet, 1998 Betrieb eingestellt, ab 2005 Bistro „Flossmühle“. |          |
| Direkt Bild zu diesem Denkmal hochladen                                                                              | Schwarzmühle Börnichen                                                                                               | Börnichen/Erzgeb., Schwarzmühle 1 (Karte)         |                   | ehem. Schwarzmühle Börnichen am Hahnbach, ehem. Drechselei, jetzt Wohnhaus |          |
| Direkt Bild zu diesem Denkmal hochladen                                                                              | Wasserkraftwerk Borstendorf                                                                                          | Borstendorf (Karte)                               |                   | ehem. Mühle |          |
| Spanziehmühle Grünhainichen                                                                                          | Spanziehmühle Grünhainichen                                                                                          | Grünhainichen, Mühlenstraße 36 (Karte)            |                   | ehem. Spanziehmühle Grünhainichen am Dorfbach, jetzt Wohnhaus |          |
| Papierfabriken Siegel & Haase Borstendorf                                                                            | Papierfabriken Siegel & Haase Borstendorf                                                                            | Borstendorf, Fabrikweg (Karte)                    | nach 1881         | ehem. Papierfabrik Siegel & Haase, später Papierfabriken Grünhainichen; Teil einer Fabrikanlage (Kopfbau); markanter Putzbau mit Klinkergliederung, von baugeschichtlichem und ortsgeschichtlichem Wert. | 09247852 |
| Weitere Bilder | Papierfabriken Siegel & Haase Grünhainichen                                                                          | Grünhainichen, Am Güterbahnhof 3 (Karte)          |                   | ehem. Mühle; später Papierfabrik Siegel & Haase Grünhainichen, jetzt Grünperga Papier GmbH |          |
| Direkt Bild zu diesem Denkmal hochladen                                                                              | Rochhausmühle Grünhainichen                                                                                          | Grünhainichen, Rochhausmühlenweg (Karte)          |                   | ehem. Rochhausmühle Grünhainichen am Trübebach, Sägemühle; Papiermühle |          |
| Direkt Bild zu diesem Denkmal hochladen                                                                              | Marbacher Mühle | Marbach, Flöhatalradweg (Karte)                   |                   | ehem. Marbacher Mühle, später Holzschleiferei, jetzt Wasserkraftwerk |          |
| Direkt Bild zu diesem Denkmal hochladen                                                                              | Priemsmühle oder Triebsmühle Leubsdorf                                                                               | Leubsdorf (Karte)                                 | 1887              | ehem. Priemsmühle oder Triebsmühle Leubsdorf, urspr. Mahl- und Brettmühle, ab 1887 Holzschleiferei, ab 1994 Wasserkraftwerk |          |
| Direkt Bild zu diesem Denkmal hochladen                                                                              | Schlossmühle Leubsdorf                                                                                               | Leubsdorf, Zur Schlossmühle 12 (Karte)            | 1926              | ehem. Schlossmühle Leubsdorf, jetzt Wasserkraftwerk |          |
| Weitere Bilder | Höllmühle Schellenberg                                                                                               | Schellenberg, Höllmühle 7; 9 (Karte)              | 1882              | ehem. Höllmühle Schellenberg; Mühlengebäude (Nr. 7) und Wohnmühlenhaus (Nr. 9) eines ehemaligen Mühlenanwesens sowie Mühlgraben; baugeschichtlich, ortsgeschichtlich und technikgeschichtlich von Bedeutung. | 09241103 |
| Direkt Bild zu diesem Denkmal hochladen                                                                              | Lohmühle Schellenberg                                                                                                | Schellenberg (Karte)                              |                   | ehem. Lohmühle Schellenberg, abgerissen (wüst) |          |
| Weitere Bilder | Spinnerei Hohenfichte                                                                                                | Hohenfichte, Fabrikweg 1 (Karte)                  | 1833/1908         | ehem. Baumwollspinnerei Maximilian Hauschild; jetzt Sächsische Baumwollspinnerei Hohenfichte; Textilfabrik mit Spinnereigebäude (1) im Südosten, daran westlich angeschlossenem Kessel- und Maschinenhaus (2) mit Schornstein (3), Versandgebäude (4), Lagergebäude (5), Wohn- und Verwaltungsgebäude (6), Packerei im Nordwesten (7), Bleicherei im Norden (8) daran angeschlossenem Flachbau (9), Mühlgraben durch das Fabrikensemble (10) und Verbindungsgang zwischen Bleicherei und Packerei (11) sowie Verwaltungsgebäude (12); jüngerer, im Stil des Klassizismus erbauter Teil (um 1908) eines sich ursprünglich weiter nach Osten ausdehnenden älteren (ab 1833), nach 2004 abgebrochenen industriegeschichtlich bedeutenderen Textilfabrikareals, bedeutender Spinnereibetrieb des Textilindustriepioniers Maximilian Hauschild (1806 - 1877) von industriegeschichtlicher und ortshistorischer Bedeutung. | 09240665 |
| Mühle Oberfalkenau                                                                                                   | Mühle Oberfalkenau                                                                                                   | Falkenau, Lindenstraße 7 (Karte)                  |                   | ehem. Mühle Oberfalkenau am Hetzdorfer Viadukt, seit 2008 Wasserkraftwerke Melzer GmbH |          |
| Fiedlersche Tuchfabrik Falkenau; Falkenauer Florettseidenspinnerei; Baumwollspinnerei Georg Liebermann, Obere Fabrik | Fiedlersche Tuchfabrik Falkenau; Falkenauer Florettseidenspinnerei; Baumwollspinnerei Georg Liebermann, Obere Fabrik | Falkenau, Ernst-Thälmann-Straße 39 (Karte)        | 1853              | urspr. Göthelsche Erbmühle (Mühlengut, Spinnmühle), ab 1836 Fiedlersche Tuchfabrik Falkenau; Falkenauer Florettseidenspinnerei; Baumwollspinnerei Georg Liebermann, Obere Fabrik; Spinnereigebäude I, Spinnereigebäude IIa und Spinnereigebäude IIb einer ehemaligen Baumwollspinnerei; das Ortsbild prägender Fabrikkomplex von ortsgeschichtlichem Wert, Expansion des Unternehmens Ende des 19. Jh. durch den Berliner Fabrikanten Georg Liebermann (1844–1926), Bruder des berühmten Malers Max Liebermann. | 09240727 |
| Direkt Bild zu diesem Denkmal hochladen                                                                              | Spinnmühle; Schreyersche Spinnmühle Falkenau; Baumwollspinnerei Georg Liebermann, Untere Spinnerei                   | Falkenau, Dorfstraße 15 (Karte)                   | 1846              | ehem. Spinnmühle oder Untere Spinnerei. Einzeldenkmale der Schreyerschen Spinnmühle: Schornstein, Produktions- und Sozialgebäude, Werkskanal, Wehr, Schütz und Bedienhäuschen der ehemaligen Spinnmühle (ID-Nr. 09307329); bauliches Zeugnis welches Entwicklungen in der Bau- und Ortsgeschichte, Industrie- und Wirtschaftsgeschichte, aber auch in der Industriearchitektur veranschaulicht, Bestandteile der Mühle verdeutlichen die funktionalen Zusammenhänge eines auf Wasserkraft- und ‒ später zusätzlich ‒ Dampfkraftnutzung aufbauenden Produktionsbetriebes, baugeschichtliche, ortsgeschichtliche und industriegeschichtliche sowie personengeschichtliche Bedeutung auf Grund der Verbindung zu Georg Liebermann. | 09307330 |
| Weitere Bilder | Baumwollspinnerei Gückelsberg                                                                                        | Gückelsberg, Fabrikweg 2; 4 (Karte)               | 1829              | ehem. Baumwollspinnerei Gückelsberg; Einzeldenkmale der Sachgesamtheit Baumwollspinnerei Gückelsberg, ehemals Heymann: drei Spinnereigebäude, Kessel- und Maschinenhaus mit Schornstein, nördlich anschließender Verbindungsbau, Mühlgraben, Turbinenhaus, Kontorgebäude, Schlosserei, (Kutscher-)Wohnhaus, Wolllager, Scheune, Arbeiterwohnhaus (Fabrikweg 2), Bergkeller am Hang, Straßenpflaster sowie Villa und Villengarten mit Einfriedungsmauer entlang des Gartens und des Mühlgrabens; baugeschichtlich, industriegeschichtlich und ortsgeschichtlich bedeutsame Anlage. | 09240213 |

## Liste von Mühlen an Zuflüssen der Flöha

### Liste von Mühlen an der Schweinitz und an der Natzschung
Die Liste der ehemaligen Mühlen ist entsprechend der örtlichen Lage von der Quelle bis zur Mündung gegliedert.
| Mühlen an der Schweinitz                |                                                |                                                     |                   | |          |
| Direkt Bild zu diesem Denkmal hochladen | Einsiedler Mühle                               | Mníšek (Böhmisch Einsiedel) (Karte)                 |                   | ehem. Einsiedler Mühle (Mníšecký mlýn) an der Svídnice, 1953 abgerissen, seit 2008 Einkaufszentrum |          |
| Brettmühle Deutscheinsiedel             | Brettmühle Deutscheinsiedel                    | Deutscheinsiedel, Deutschneudorfer Straße 6 (Karte) |                   | ehem. Brettmühle Deutscheinsiedel, genaue Lage unklar |          |
| Direkt Bild zu diesem Denkmal hochladen | Rothenmühle Deutscheinsiedel                   | Deutscheinsiedel, Deutschneudorfer Straße 8 (Karte) |                   | ehem. Rothenmühle Deutscheinsiedel |          |
| Direkt Bild zu diesem Denkmal hochladen | Obermühle Brüderwiese                          | Brüderwiese (Karte)                                 |                   | ehem. Obermühle Brüderwiese, abgerissen (wüst), genaue Lage unklar |          |
| Hammermühle Brüderwiese                 | Hammermühle Brüderwiese                        | Brüderwiese 12-14 (Karte)                           |                   | ehem. Hammermühle Brüderwiese mit Hammerherrenhaus (Nr. 12) |          |
| Direkt Bild zu diesem Denkmal hochladen | Sägemühle Brüderwiese oder Heidrich-Mühle      | Brüderwiese 12b (Karte)                             |                   | ehem. Heidrich-Mühle, Sägemühle, jetzt Sägewerk Heidrich |          |
| Weitere Bilder                          | Hintere Mühle Deutschneudorf                   | Deutschneudorf, Talstraße 60 (Karte)                | um 1800           | ehem. Hintere Mühle Deutschneudorf; Ehemaliges Mühlengebäude mit Mühlentechnik (Wasserkraftdrehwerk) sowie Mühlgraben und -teich; mit oberschlächtigem Wasserrad, von technikgeschichtlicher Bedeutung.             | 09206997 |
| Direkt Bild zu diesem Denkmal hochladen | Obere Schweinitzmühle Katharinaberg            | Hora Svaté Kateřiny (Katharinaberg) (Karte)         |                   | ehem. Obere Schweinitzmühle (Horní Svídnícký mlýn), abgerissen (wüst) |          |
| Direkt Bild zu diesem Denkmal hochladen | Untere Schweinitzmühle Katharinaberg           | Hora Svaté Kateřiny (Karte)                         |                   | ehem. Untere Schweinitzmühle (Dolní Svídnický mlýn), 1953 abgerissen (wüst) |          |
| Direkt Bild zu diesem Denkmal hochladen | Wiesenmühle Katharinaberg                      | Hora Svaté Kateřiny (Karte)                         |                   | ehem. Wiesenmühle Katharinaberg (Luční mlýn), 1955 abgerissen (wüst) |          |
| Direkt Bild zu diesem Denkmal hochladen | Gründigmühle Katharinaberg                     | Hora Svaté Kateřiny (Karte)                         |                   | ehem. Gründigmühle (Gründigův mlýn), 1953 abgerissen (wüst) |          |
| Direkt Bild zu diesem Denkmal hochladen | Pachen-Mühle Katharinaberg                     | Hora Svaté Kateřiny, Pachenkov 175 (Karte)          |                   | ehem. Pachen-Mühle Katharinaberg – Pachenkovský mlýn am Kateřinský potok; große Mühle südöstlich von Katharinenbergs, nach dem Ersten Weltkrieg eine Holzspielzeugfabrik, zuletzt als Jugendherberge genutzt.       |          |
| Direkt Bild zu diesem Denkmal hochladen | Hoyer-Mühle Katharinaberg                      | Hora Svaté Kateřiny, Dolní 157 (Karte)              |                   | ehem. Hoyer-Mühle Katharinaberg – Hoyerův mlýn am Kateřinský potok; eine der wenigen noch erhaltenen Mühlen von Katharinaberg (von einst elf), im Jahr 1930 noch als Sägewerk und zur Schindel-Herstellung genutzt. |          |
| Oberlochmühle                           | Oberlochmühle                                  | Oberlochmühle 2 (Karte)                             | Kern 17. Jh.      | ehem. Oberlochmühle am Wildbach; Ehemaliges Mühlenwohnhaus, mit Mühlteich; Obergeschoss zum Teil Fachwerk verbrettert, Gebäude Keimzelle der Ortslage, baugeschichtlicher und ortsgeschichtlicher Wert.             | 09207040 |
| Direkt Bild zu diesem Denkmal hochladen | Malermühle oder Zänckermühle Katharinaberg     | Hora Svaté Kateřiny, Dolní 166 (Karte)              |                   | ehem. Malermühle oder Zänckermühle Katharinaberg (Malerův mlýn, Zänckerův mlýn), Sägemühle |          |
| Direkt Bild zu diesem Denkmal hochladen | Niederlochmühle                                | Niederlochmühle (Karte)                             | .                 | ehem. Niederlochmühle, später Forsthaus |          |
| Direkt Bild zu diesem Denkmal hochladen | Mertelmühle Brandau                            | Brandov (Brandau) (Karte)                           |                   | ehem. Mertelmühle (Mertelův mlýn), nach 1945 abgerissen (wüst) |          |
| Mühlen an der Natzschung                |                                                |                                                     |                   | |          |
| Direkt Bild zu diesem Denkmal hochladen | Mühle Natschung (Načetínský mlýn)              | Načetín (Kalek) (Karte)                             |                   | ehem. Mühle Natschung am Načetínský potok, abgerissen (wüst) |          |
| Direkt Bild zu diesem Denkmal hochladen | Horní, Gröschlův mlýn, Röhelova přádelna Kalek | Kalek (Karte)                                       |                   | ehem. Ober- oder Gröschl-Mühle Kallich am Načetínský potok, später Spinnerei Röhel, abgerissen (wüst) |          |
| Direkt Bild zu diesem Denkmal hochladen | Niedermühle Kallich                            | Kalek (Karte)                                       |                   | ehem. Niedermühle Kallich am Načetínský potok, abgerissen (wüst) |          |
| Direkt Bild zu diesem Denkmal hochladen | Neumühle Rübenau                               | Rübenau, Olbernhauer Straße 67 (Karte)              | 1925              | ehem. Neumühle Rübenau an der Natzschung (Keilbach); Mühlengebäude; stattlicher Putzbau in bildprägender Lage, baugeschichtliche und ortshistorische Bedeutung.                                                     | 09205568 |
| Direkt Bild zu diesem Denkmal hochladen | Lochmühle Rübenau                              | Rübenau, Olbernhauer Straße 72 (Karte)              |                   | ehem. Lochmühle Rübenau an der Natzschung |          |
| Direkt Bild zu diesem Denkmal hochladen | Mühle Rothenthal                               | Rothenthal, OT von Olbernhau, Talstraße 1 (Karte)   | 2. Hälfte 19. Jh. | ehem. Mühle Rothenthal an der Natzschung; Fabrikgebäude; Putzbau mit Segmentbogenfenstern, baugeschichtliche und ortsgeschichtliche Bedeutung.                                                                      | 09205225 |

### Liste von Mühlen an der Pockau und im Lautenbachtal
Die Liste der ehemaligen Mühlen ist entsprechend der örtlichen Lage von der Quelle bis zur Mündung gegliedert.
| Mühlen an der Schwarzen Pockau          |                                             |                                                  |                   | |          |
| Direkt Bild zu diesem Denkmal hochladen | Ulmbacher Mühle                             | Jilmová (Ulmbach) (Karte)                        |                   | ehem. Ulmbacher Mühle am Schwarzwasser (Černá), abgerissen (wüst), genaue Lage unklar |          |
| Direkt Bild zu diesem Denkmal hochladen | Gemeindemühle Satzung                       | Satzung, Satzunger Hauptstraße 1 (Karte)         |                   | ehem. Gemeindemühle Satzung am Schwarzwasser, jetzt Firma für Kunststoff-Verarbeitung Jakob Winter GmbH |          |
| Direkt Bild zu diesem Denkmal hochladen | Neue Welt Mühle Reitzenhain                 | Reitzenhain, Neue Welt (Karte)                   |                   | ehem. Neue Welt Mühle Reitzenhain |          |
| Reißigmühle Reitzenhain                 | Reißigmühle Reitzenhain                     | Reitzenhain, Reißigmühle (Karte)                 |                   | ehem. Reißigmühle, abgerissen (wüst) |          |
| Direkt Bild zu diesem Denkmal hochladen | Papiermühle Reitzenhain                     | Reitzenhain, Rudolf-Breitscheid-Straße 2 (Karte) |                   | ehem. Papiermühle Reitzenhain, später Baumwollspinnerei |          |
| Direkt Bild zu diesem Denkmal hochladen | Brettmühle Reitzenhain                      | Reitzenhain (Karte)                              |                   | ehem. Brettmühle Reitzenhain, abgerissen (wüst), genaue Lage unklar |          |
| Direkt Bild zu diesem Denkmal hochladen | Mühle Kühnhaide                             | Kühnhaide, Am Platz 4 (Karte)                    | 1. Hälfte 19. Jh. | ehem. Mühle Kühnhaide; Mühlenwohnhaus; stattlicher Putzbau, von baugeschichtlicher und ortsgeschichtlicher Bedeutung. | 09305537 |
| Direkt Bild zu diesem Denkmal hochladen | Papiermühle                                 | Kühnhaide, Mitteldorfstraße (Karte)              |                   | ehem. Papiermühle, genaue Lage unklar |          |
| Direkt Bild zu diesem Denkmal hochladen | Hammermühle                                 | Kühnhaide, Am Schwarzwasser 4 (Karte)            |                   | ehem. Hammermühle |          |
| Weitere Bilder                          | Hüttstattmühle                              | Ansprung, Hüttstattweg 7 (Karte)                 | 1843              | ehem. Hüttstattmühle Ansprung, Getreidemühle, jetzt Freizeitheim |          |
| Mühle Hinterer Grund                    | Mühle Hinterer Grund                        | Pobershau, Hinterer Grund (Karte)                |                   | ehem. Mühle Hinterer Grund, jetzt Wasserkraftanlage |          |
| Mühlen an der Roten Pockau              |                                             |                                                  |                   | |          |
| Direkt Bild zu diesem Denkmal hochladen | Rätzens Brettmühle                          | Marienberg, Brettmühlenweg 8 (Karte)             |                   | ehem. Rätzens Brettmühle, Sägemühle, jetzt Gaststätte |          |
| Direkt Bild zu diesem Denkmal hochladen | Schwarze Brettmühle                         | Marienberg, Brettmühlenweg 5 (Karte)             | 1898              | ehem. Brettmühle Obergrund, später Speichenfabrik Seifert; Schüller (ehem.), Puritas; ehem. Speichenfabrik (mit Maschinenausstattung, Turbine und Antrieben/Transmissionen und Werkstatteinrichtungen beider Produktionszweige - Speichenherstellung und Puritas-Möbelbalsam) sowie ehemaliges Metalllagergebäude, Mühlgraben mit Teich und Gartenhaus; bemerkenswerte, vollständig erhaltene Produktionsanlage von technik- und baugeschichtlicher Bedeutung. | 09248124 |
| Weitere Bilder                          | Böttcherfabrik Pobershau                    | Pobershau, Ratsseite-Dorfstraße 112 (Karte)      | 2. Hälfte 19. Jh. | ehem. Mühle Pobershau; später Holzwarenfabrik Oskar Böttcher; Hauptgebäude (Ratsseite-Dorfstraße 112) und Nebengebäude (Ratsseite-Hauptstraße 1a, mit Uhr) sowie Schornstein einer ehemaligen Holzwarenfabrik; ortshistorische und ortsbildprägende Bedeutung. | 09207900 |
| Direkt Bild zu diesem Denkmal hochladen | Mühle Obergrund                             | Pobershau, Amtsseite-Dorfstraße 100 (Karte)      |                   | ehem. Mühle Pobershau, jetzt Eiscafé, genaue Lage unklar |          |
| Direkt Bild zu diesem Denkmal hochladen | Mühle Pobershau                             | Pobershau, Amtsseite-Dorfstraße 65 (Karte)       |                   | ehem. Mühle Pobershau, Sägewerk |          |
| Direkt Bild zu diesem Denkmal hochladen | Spinnerei Pobershau                         | Pobershau (Karte)                                |                   | ehem. Spinnerei Pobershau, genaue Lage unklar |          |
| Direkt Bild zu diesem Denkmal hochladen | Sägemühle Niederer Grund                    | Pobershau, Dorfstraße 22-24 (Karte)              |                   | ehem. Sägemühle Niederer Grund |          |
| Stadtmühle Marienberg; Sägewerk         | Stadtmühle Marienberg; Sägewerk             | Marienberg, Stadtmühle 5 (Karte)                 | 1900              | ehem. Stadtmühle Marienberg, OT Dörfel; Schneidemühle; Wohn- und Fabrikgebäude; vor allem ortshistorische Bedeutung. | 08956044 |
| Grüne Tannenmühle Rittersberg           | Grüne Tannenmühle Rittersberg               | Rittersberg, Am Güntherberg (Karte)              |                   | ehem. Tannenmühle Rittersberg, abgerissen |          |
| Karrenmühle Rittersberg                 | Karrenmühle Rittersberg                     | Rittersberg, Am Güntherberg 1 (Karte)            |                   | ehem. Karrenmühle Rittersberg, Schneidemühle Emil Meyer, später Sägewerk Lauckner & Günther |          |
| Mühlen an der Pockau                    |                                             |                                                  |                   | |          |
| Sägewerk Kniebreche                     | Sägewerk Kniebreche                         | Rittersberg, Amtsseite-Kniebreche 1 (Karte)      |                   | ehem. Sägemühle Rittersberg, Sägewerk Kniebreche, jetzt Holzzentrum & Sägewerk Pobershau |          |
| Alte Schleiferei Zöblitz                | Alte Schleiferei Zöblitz                    | Zöblitz, Am Bahnhof 224 (Karte)                  |                   | ehem. Schleifmühle, Alte Schleiferei Zöblitz, jetzt Wasserkraftwerk |          |
| Weitere Bilder                          | Schlossmühle Niederlauterstein              | Niederlauterstein, Schloßberg 2 (Karte)          | 1893              | ehem. Schlossmühle Niederlauterstein; Wohnhaus eines Mühlenanwesens; historisierender Putzbau, Anklänge an den Schweizerstil, stattliches Wohnhaus des Mühlenbesitzers, ortshistorische Bedeutung. Aufwändiger verputzter Massivbau im Schweizerstil aus Bruchstein und Backstein, über sehr hohem Sockel zweigeschossig, Putzgliederung und Sandsteingewände, kräftige Fensterstürze, ausgebaute Giebel mit Holzschmuck. | 08956075 |
| Weitere Bilder                          | Strobel-Mühle Pockau                        | Pockau, Marienberger Straße 36 (Karte)           |                   | ehem. Strobel-Mühle Pockau |          |
| Direkt Bild zu diesem Denkmal hochladen | Schneidemühle Pockau                        | Pockau, Marienberger Straße 34; 34b (Karte)      | um 1865           | ehem. Schneidemühle Pockau; Schneidemühle (mit Antrieb und Sägegatter der Firma Lein aus Pirna), 460 m langer Mühlgraben; von technikgeschichtlicher Bedeutung. | 09205651 |
| Ölmühle Pockau                          | Ölmühle Pockau                              | Pockau, Mühlenweg 5b und 8 (Karte)               | 1783              | ehem. Obere Mühle oder Ölmühle Pockau: - Ölmühle (Nr. 5b), heute Technisches Museum, mit technischer Ausstattung und Mühlgraben mit Wehr sowie Hofgebäude und mit Objekten im Hof; wichtiges Zeugnis der Leinen- und Leinsamenverarbeitung, technikgeschichtliche, ortshistorische und regionalgeschichtliche Bedeutung - Mühlenwohnhaus (Nr. 8) und Scheune des Mühlenanwesens (ID-Nr. 09205483); Wohnstallhaus mit erhaltenem Fachwerk, Scheune mit hohem Dach gegenüber der historischen Ölmühle an ortsbildprägender Stelle, unverändertes Bauensemble, baugeschichtlich und ortsgeschichtlich von Bedeutung | 09205484 |
| Direkt Bild zu diesem Denkmal hochladen | Brettmühle Pockau                           | Pockau, Schulstraße 31 (Karte)                   |                   | ehem. Brettmühle in Pockau, jetzt Baufirma |          |
| Direkt Bild zu diesem Denkmal hochladen | Ölmühle Pockau                              | Pockau, Annaberger Straße 10 (Karte)             | 19. Jh.           | ehem. Ölmühle im Marterbüschel in Pockau am Lößnitzbach; später Sägewerk Hermann Lorenz. Mühlenausstattung einer Schneidemühle; technikgeschichtliche Bedeutung. | 09205694 |
| Mühlen im Lautenbachtal                 |                                             |                                                  |                   | |          |
| Weitere Bilder                          | Hammermühle Neunzehnhain                    | Neunzehnhain, Neunzehnhainer Straße 14 (Karte)   | um 1910           | ehem. Hammermühle Neunzehnhain am Lautenbach, jetzt ökologische Station der TU Dresden; Mühle, alte Ortslage Neunzehnhain, Putzbau mit Fachwerkelementen, im Heimatstil, baugeschichtlich und ortsgeschichtlich von Bedeutung. | 09207667 |
| Direkt Bild zu diesem Denkmal hochladen | Dreherei Neunzehnhain                       | Neunzehnhain, Neunzehnhainer Straße (Karte)      |                   | ehem. Mühle, später Dreherei Neunzehnhain am Lautenbach, zuletzt Wohnhaus, 2007 abgebrochen, genaue Lage unklar. |          |
| Direkt Bild zu diesem Denkmal hochladen | Ulbrichtsmühle Neunzehnhain                 | Neunzehnhain (Karte)                             |                   | ehem. Ulbrichtsmühle Neunzehnhain am Lautenbach, 1933 abgebrochen (wüst), genaue Lage unklar. |          |
| Direkt Bild zu diesem Denkmal hochladen | Günther-Mühle Neunzehnhain                  | Neunzehnhain (Karte)                             |                   | ehem. Günther-Mühle Neunzehnhain am Lautenbach, 1933 abgebrochen, im Stauraum der Talsperre Neunzehnhain I, genaue Lage unklar. |          |
| Direkt Bild zu diesem Denkmal hochladen | Klatzschmühle Wünschendorf                  | Wünschendorf, Neunzehnhainer Straße 11 (Karte)   |                   | ehem. Klatzschmühle Wünschendorf am Lautenbach |          |
| Direkt Bild zu diesem Denkmal hochladen | Schrötermühle Wünschendorf                  | Wünschendorf, Mühlenweg 2 (Karte)                |                   | ehem. Schrötermühle Wünschendorf am Lautenbach |          |
| Damm-Mühle Wünschendorf                 | Damm-Mühle Wünschendorf                     | Wünschendorf, Augustusburger Straße 101 (Karte)  | 1. Hälfte 19. Jh. | ehem. Damm-Mühle Wünschendorf am Lautenbach; Mühlenwohnhaus (mit Anbau) und Scheune eines Mühlenanwesens; Putzbau mit Mansarddach, baugeschichtliche und ortsgeschichtliche Bedeutung. | 09305989 |
| Direkt Bild zu diesem Denkmal hochladen | Alte Seifertmühle; Eisenhammer Wünschendorf | Wünschendorf (Karte)                             |                   | ehem. Hammermühle Wünschendorf am Lautenbach, abgerissen (wüst) |          |

### Liste von Mühlen am Haselbach, an der Lößnitz und am Hetzbach
Die Liste der ehemaligen Mühlen ist entsprechend der örtlichen Lage von der Quelle bis zur Mündung gegliedert.
| Mühlen am Haselbach                     |                                   |                                           |                   | |          |
| Weitere Bilder                          | Mahlmühle Braun Dörnthal          | Dörnthal 55 (Karte)                       | 1. Hälfte 20. Jh. | ehem. Mahlmühle Braun Dörnthal am Haselbach; unter Denkmalschutz steht nur: Mühleneinrichtung einer ehemaligen Mahlmühle; größtenteils funktionsfähige technische Anlage, von technikgeschichtlicher Bedeutung.                                                                                        | 09209992 |
| Weitere Bilder                          | Dörnthaler Ölmühle                | Dörnthal 47 (Karte)                       | 1650/1806         | ehem. Dörnthaler Ölmühle (auch Braun-Mühle) am Haselbach; Müller-Wohnhaus und anschließendes Mühlengebäude (mit Turm); Wohnhaus Obergeschoss Fachwerk, ortsbildprägende und ortshistorische Bedeutung, seit 2019 zugehörig zur Pufferzone des UNESCO-Welterbes »Montanregion Erzgebirge/Krušnohoři«.   | 09207088 |
| Direkt Bild zu diesem Denkmal hochladen | Bergwerks-Mühle Dörnthal; Huthaus | Dörnthal 18 (Karte)                       | 18. Jh.           | ehem. Bergwerksmühle Dörnthal am Haselbach; Huthaus (ohne Anbau); stattliches Gebäude, gehörte zum Revier-Wasserlauf-System, bergbaugeschichtliche und ortshistorische Bedeutung. | 09207080 |
| Direkt Bild zu diesem Denkmal hochladen | Niedermühle Dörnthal              | Dörnthal, Am Feierabendheim (Karte)       |                   | ehem. Niedermühle Dörnthal am Haselbach, genaue Lage unklar |          |
| Direkt Bild zu diesem Denkmal hochladen | Lochmühle Forchheim               | Forchheim, Hauptstraße (Karte)            |                   | ehem. Lochmühle Forchheim am Haselbach, unterhalb der Vorsperre Forchheim, vermutlich abgerissen, genaue Lage unklar |          |
| Ölmühle Otto Braun Lippersdorf          | Ölmühle Otto Braun Lippersdorf    | Lippersdorf, Hauptstraße 38 (Karte)       | 1855              | ehem. Öl- und Mahlmühle Otto Braun Lippersdorf am Lippersdorfer Bach; Wohnhaus eines Mühlenanwesens, mit reicher technischer Ausstattung und Wasserbau; besondere technikgeschichtliche und baugeschichtliche Bedeutung.                                                                               | 09207681 |
| Direkt Bild zu diesem Denkmal hochladen | Hölzelmühle Lippersdorf           | Lippersdorf (Karte)                       |                   | ehem. Hölzelmühle Lippersdorf am Saidenbach, abgerissen, im Stauraum der Talsperre Saidenbach |          |
| Direkt Bild zu diesem Denkmal hochladen | Ölmühle Reifland                  | Reifland, Talweg (Karte)                  |                   | ehem. Ölmühle Reifland am Saidenbach, 1984 abgerissen |          |
| Mühlen an der Lößnitz                   |                                   |                                           |                   | |          |
| Direkt Bild zu diesem Denkmal hochladen | Hintere Mühle Eppendorf           | Eppendorf, Karl-Liebknecht-Straße (Karte) |                   | ehem. Hintere Mühle Eppendorf an der Großen Lößnitz |          |
| Direkt Bild zu diesem Denkmal hochladen | Neumühle Eppendorf                | Eppendorf, Talstraße 6 (Karte)            |                   | ehem. Neumühle Eppendorf an der Großen Lößnitz |          |
| Direkt Bild zu diesem Denkmal hochladen | Tannmühle Hammerleubsdorf         | Hammerleubsdorf, Tannmühle 2 (Karte)      |                   | ehem. Tannmühle Hammerleubsdorf an der Großen Lößnitz |          |
| Direkt Bild zu diesem Denkmal hochladen | Leubsdorfer Hammer                | Hammerleubsdorf (Karte)                   |                   | ehem. Leubsdorfer Hammer an der Großen Lößnitz |          |
| Direkt Bild zu diesem Denkmal hochladen | Neumühle Metzdorf                 | Metzdorf, Metzdorfer Straße 25 (Karte)    |                   | ehem. Neumühle Metzdorf an der Großen Lößnitz |          |
| Direkt Bild zu diesem Denkmal hochladen | Mondscheinmühle Breitenau         | Oederan, Straße des Friedens 103 (Karte)  | um 1800           | ehem. Mondscheinmühle Thiemendorf an der Kleinen Lößnitz; Wohnhaus der ehemaligen Mühle; Fachwerkbau in gutem Originalzustand von baugeschichtlichem Wert. | 09240639 |
| Mühlen am Hetzbach                      |                                   |                                           |                   | |          |
| Direkt Bild zu diesem Denkmal hochladen | Hauboldmühle Oederan              | Oederan, Unterstadt 2 (Karte)             | 1723/1728         | ehem. Hauboldmühle Oederan am Hetzbach; Gebäudeteile einer ehemaligen Mühle in offener Bebauung; Fassadenteile, Keller und Umfassungsmauern der einstigen Radstube eines ehemaligen barocken Mühlengebäudes (später Wohnhaus) mit baugeschichtlichem, stadtgeschichtlichem und ortsbildprägendem Wert. | 09241091 |
| Direkt Bild zu diesem Denkmal hochladen | Mühle Oederan                     | Oederan, Mühlgasse 5 (Karte)              |                   | ehem. Mühle Oederan am Hetzbach |          |
| Direkt Bild zu diesem Denkmal hochladen | Walkmühle Oederan                 | Oederan, Straße des Friedens 18 (Karte)   |                   | ehem. Walkmühle Oederan am Hetzbach, jetzt Pension |          |
| Direkt Bild zu diesem Denkmal hochladen | Mühle Oederan                     | Oederan, Straße des Friedens 61 (Karte)   |                   | ehem. Mühle Oederan am Hetzbach |          |
| Direkt Bild zu diesem Denkmal hochladen | Lochmühle Breitenau               | Breitenau, Falkenauer Straße 20 (Karte)   | um 1860           | ehem. Lochmühle Breitenau am Hetzbach; ehemalige Getreidemühle; mächtiger, das Landschaftsbild prägender Putzbau von ortsgeschichtlicher und technikgeschichtlicher Bedeutung | 09303682 |

## Ausführliche Denkmaltexte
1. ↑  
Denkmaltext

Die einstige Spinnerei befindet sich im Westen des Dorfes Falkenau, welches 2011 zur Stadt Flöha eingemeindet wurde. Sie liegt unweit des Flöha-Ufers an einem Wassergraben außerhalb des Ortskerns. Das lange Zeit durch Landwirtschaft, Kalk- und Silberbergbau sowie Holzflößerei geprägte Dorf erfuhr durch die Industrialisierung im 19. Jahrhundert mit der für die Region typischen Ansiedlung von Spinnereien und der Anbindung an das sächsische Eisenbahnnetz eine tiefgreifende Veränderung. Bis zur politischen Wende 1990 nahm Falkenau eine wichtige Position in der sächsischen Textilindustrie ein. Die heute noch erhaltenen Baulichkeiten der Dorfstraße 15 in Falkenau sind aus einer 1845/46 entstandenen Spinnmühle (Strumpfgarn-Spinnerei) hervorgegangen. Deren Bauherr war Karl Friedrich Schreyer (gest. 1872), seinerzeit Besitzer des in der Nähe gelegenen Lehngutes. Zur Anlage der Schreyerschen Spinnmühle gehörten noch eine ältere Schneidemühle, wenig später durch einen Neubau ersetzt, und ein Werkskanal. Der gesamte Komplex gelangte 1879 für kurze Zeit in den Besitz der Nossener Papierfabrik Roßberg & Co, bevor er 1882 von dem Berliner Unternehmer Georg Liebermann (1844–1926) zusammen mit der ebenfalls im Ort gelegenen Spinnerei Fiedler erworben und vereinigt wurde. Ein Brand der Unteren Spinnerei 1885 führte zu umfangreichen Baumaßnahmen, dabei entstand der ältere Teil des noch erhaltenen Produktionsgebäudes vermutlich unter Nachnutzung des Mauerwerks der Spinnmühle. Liebermann verkaufte beide Spinnereien 1911 an den Besitzer der Tüllfabrik Flöha, Carl Siems (gest. 1937), welcher sie bis 1913 als Kommanditgesellschaft Georg Liebermann Nachf. und später als Aktiengesellschaft weiterführte. 1941 erfolgte aufgrund der Arisierung eine Umbenennung in Baumwollspinnerei Falkenau AG und die Spinnereigebäude wurden für die Rüstungsindustrie benutzt. Nach dem Zweiten Weltkrieg wurde in der Unteren Spinnerei die Produktion eingestellt und ein Lager der Konsumgenossenschaft Chemnitz eingerichtet. Die gewachsene Anlage der Unteren Spinnerei besteht aus mehreren, um einen befestigten Hof angeordneten Gebäuden aus unterschiedlichen Bauphasen.
An der Fassade des großen viergeschossigen Produktionsgebäudes an der Südwestseite des Hofes kann man zwei Bauabschnitte erkennen. Der ältere Bereich, ein verputzter Ziegelbau mit Fenstergewänden aus Hilbersdorfer Porphyrtuff und Flachdach, der vermutlich nach dem erwähnten Brand 1885 eventuell unter Einbeziehung älterer Bausubstanz errichtet wurde, wird durch hohe und regelmäßig angeordnete Segmentbogenfenster bestimmt. Der jüngere südlichere Anbau schließt sich an den älteren Teil an. Es handelt sich um einen verputzten Ziegelbau in Stahlbetonskelettbauweise mit großen rechteckigen Industriefenstern und Flachdach. Er entstand vor 1905. Im Westen wurde im Winkel an das ältere Produktionsgebäude ein dreigeschossiger, langgezogener und verputzter Ziegelbau mit Pultdach angebaut. Die Gebäudeteile stehen jeweils für einen Zeitpunkt in der Geschichte der Industriearchitektur. Sie verdeutlichen im Vergleich miteinander die Entwicklung zu einer sachlicheren, pragmatischeren Formensprache verbunden mit der Nutzung modernster Konstruktionsweisen mit Stahl und Beton. Um den Hof gruppieren sich weiterhin ein freistehendes Gebäude mit repräsentativem Mittelrisalit im Nordwesten (sog. Gesindehaus, gebaut vermutlich um 1880) und ein Wiegehäuschen an der gepflasterten Zufahrt. Südwestlich des großen Produktionsgebäudes verläuft der befestigte Werkskanal, der mithilfe eines östlich der Unteren Spinnerei gelegenen Grundwehres durch die Flöha gespeist wird und dessen Zulauf durch ein Schütz mit Bedienhäuschen reguliert werden konnte. Auf der anderen Seite des Grabens sind ein Schornstein und die Grundmauern einfacher Gebäude in Ziegel- und teilweise Fachwerkbauweise erhalten, die als Kessel- und Maschinenhaus fungierten und eventuell aus der älteren Schneidemühle hervorgingen. Ein den Graben überspannendes Turbinenhaus in Eisenbetonbauweise verbindet das Maschinenhaus mit dem Produktionsgebäude. Zur Anlage gehören weiterhin das sog. Gesindehaus, das Wiegehäuschen sowie das Kessel-, Maschinen- und Turbinenhaus. Die Baumwollspinnerei Georg Liebermann bzw. spätere Baumwollspinnerei Georg Liebermann Nachf. AG zählte am Ende des 19. und am Anfang des 20. Jahrhunderts zu den führenden Unternehmen in der Spinnereibranche Sachsens. Liebermann entstammte einer bedeutenden preußisch-jüdischen Textilfabrikantenfamilie und war der Bruder des Malers und bedeutenden deutschen Impressionisten Max Liebermann (1847–1935), dessen künstlerische Arbeit er anfangs finanziell unterstützte. Georg Liebermann vertrat sozialreformerische Bestrebungen, die er auch in Falkenau umsetzte. Mit seiner finanziellen Hilfe wurden ein Ledigenheim (Am Fabrikweg 1, erbaut 1902), ein Kindergarten, eine Volksküche, eine Badeanstalt und mehrere Wohnhäuser für seine Arbeiter errichtet.
Aufgrund des heutigen Erscheinungsbildes der Unteren Spinnerei in Falkenau ist sie ein bauliches Zeugnis, das die aufgezeigten Entwicklungen in der Bau- und Ortsgeschichte, Industrie- und Wirtschaftsgeschichte, aber auch in der Industriearchitektur verdeutlicht und für das deshalb ein öffentliches Erhaltungsinteresse besteht. Im Ensemble verdeutlichen die einzelnen Bestandteile die funktionalen Zusammenhänge eines auf Wasserkraft- und (später zusätzlichen) Dampfkraftnutzung aufbauenden Produktionsbetriebes. Zusätzlich besitzt die Untere Spinnerei aufgrund der Verbindung zu Georg Liebermann eine personengeschichtliche Bedeutung.
2. ↑  
Stadtmühle Marienberg

Die ehemalige »Holzwaaren-Manufactur« wurde in der Aue des Schlettenbachs 1900 durch Fabrikant Karl Arnold errichtet, der Bauherr und Ausführender zugleich war. Die Anlage aus Wohnhaus und drei Fabrikationsgebäuden ist technisches Denkmal und von baugeschichtlicher wie ortsgeschichtlicher Bedeutung. Das Fabrikantenwohnhaus ist ein zweigeschossiger Putzbau über nahezu quadratischem Grundriss. Die Fassade weist Gliederungen durch roten Backstein auf und der Bau wird durch ein repräsentatives Mansardwalmdach abgeschlossen. Im daran angefügten dreigeschossigen Fabriktrakt werden die Backsteingliederungen in reduzierter Form weitergeführt. Zeittypisch sind die segmentbogigen Öffnungen der Fabrikationsgebäude, deren Bau sich insgesamt bis 1911 hinzog. 1903 wurde die Schneidemühle und galvanische Anstalt (Metallwaren) mit einer liegenden Lokomobile von Lanz (Mannheim) versehen. Obwohl der Betrieb 1908 Knopf- und Metallwarenfabrik Joseph Esser hieß, tauchte der Name Karl Arnold später wieder auf. 1996 wurde die Anlage teilweise zu Wohnzwecken umgenutzt.
3. ↑  
Erhaltene Mühlentechnik: fünf Walzenstühle, zwei Steinmahlgänge, ein Schrotgang mit Mühlsteinen
  - Walzenmühle: integriert in noch funktionsfähiges Mühlensystem, das bis ca. 1970 der Mehlherstellung diente, hergestellt von Fa. Grosse aus Lohmen vor 1939
  - Schrotgang mit Mühlsteinen: wurde demontiert, ist aber vorhanden, eventuell Ende 19. Jahrhundert hergestellt
  - Steinmahlgang: Vierfach-Mahlgang, Fa. Max Wendt Mühlenbau Heppenheim
  - Doppelsteinmahlgang: Fa. W & O Gericke Mühlenbau Zürich Ende 19. Jahrhundert.

Geschichte der Mühle: eine der ältesten Mühlen aus der Mitte des 16. Jahrhunderts, dürfte in Verbindung mit dem zugehörigen Einhufengut vor 1559 entstanden sein, 1559 wird Gut mit Mühle von Vallentin Erler gekauft, danach mehrfacher Besitzerwechsel, teilweise wüst liegend nach Pest, aus Kaufvertrag von 1794 wird deutlich, dass Mühle in Wohnhaus eingebaut wurde, die alte Mühle hatte also ursprünglich einen anderen Standort und wurde später abgebrochen, 1902 gelangte die nunmehrige Mühle nach mehrfachem Besitzerwechsel in den Besitz des Müllermeisters Gustav Braun aus Weigmannsdorf. Bis 1945 erfolgte die Verarbeitung von Getreide und Ölfrüchten mit der alten hölzernen Anlage, nach 1945 Ausbau dieser Technik einschließlich des Wasserrades.
4. ↑  
Mondscheinmühle:

Müllerwohnhaus einer ehemaligen Ölmühle, vermutlich in der 1. Hälfte des 19. Jh. erbaut. 1849 befand sich die Mühle im Besitz des Müllers Ehregott Leberecht Kluge. Zweigeschossiger Fachwerkbau über längsrechteckigem Grundriss mit massivem Erdgeschoss, Abschluss durch Krüppelwalmdach. Das Haus besticht durch seinen guten Originalzustand. Es wird in der Mitte der Traufseite erschlossen. Die Hauseingangstür wird durch ein Türportal mit flacher Dreieckgiebelverdachung gerahmt. Das Obergeschoss weist ein regelmäßig gegliedertes Fachwerk mit Eckstreben auf, welches teilweise verbrettert wurde. Die Fenster sind erneuert, ihre Proportionen blieben gewahrt. Die Sanierung erfolgte unter Wahrung des Denkmalwertes, der sich auf Grund der Authentizität und besonders typischen baulichen Ausprägung aus dem ortsgeschichtlichen und dem baugeschichtlichen Wert ergibt.
5. ↑  
Hauboldmühle Oederan

Der Rat der Stadt Oederan erwirbt 1533 vom Landesherren drei Mühlen, darunter auch die sog. "Hauboldmühle". 1632 war sie nach Aktenlage abgebrannt. 1723 wird als Müller ein Christian Döhnel genannt, 1728 wird die Mühle urkundliche als Mahlmühle mit zwei Mahlgängen erwähnt. Weitere Eigentümer nach 1763 waren die Müller Christian Friedrich Beyer und Johann Georg Richter. Am Schlussstein trägt die Mühle die Bezeichnung "J.C.R. 1796". Die Initialen stehen für Johann Christian Richter, der die Mühle im Jahr 1796 offensichtlich grundlegend erneuern ließ. Als 1831 Carl Friedrich Stöhr Besitzer der Mühle wurde, wurde sie als Malzmühle bezeichnet. Im Zeitraum von 1841 bis 1865, als die Mühle sich im Eigentum des Tuchfabrikanten Grüner befand, wird sie als Malz- und Ölmühle mit eingebauter Kammgarnspinnerei genutzt. 1865 folgt der nächste Eigentümerwechsel. Der Müller Traugott Heinrich Haubold betreibt nun die Mühle wieder als Mahlmühle mit Bäckerei. Die Mühle wurde durch unterschiedliche Eigentümer bis 1958 betrieben. Spätere Nutzung als Wohnhaus, gegenwärtig leer stehend.
Zweigeschossiger, breit lagernder Fachwerkbau mit massivem Erdgeschoss, dort Fenstergewände aus Hilbersdorfer Porphyrtuff sowie mittig angeordnetes Segmentbogenportal mit Schlussstein bez. "J. C. R.1796", bauzeitliche sehr schöne zweiflügelige Rahmenfüllungstür mit fest stehendem gesprosstem Oberlicht erhalten, Fachwerk-Obergeschoss, teilweise massiv, Krüppelwalmdach mit Schleppgaube. Im Erdgeschoss befinden sich noch die Ladentür und das Schaufenster der ehemaligen Bäckerei. Im rechten Winkel an das Haus wurde ein zweigeschossiger Anbau, ein massiver Putzbau, angefügt. An der rückwärtigen Traufseite befindet sich ein eingeschossiger massiver Anbau, in dem sich ursprünglich die Mühlentechnik befand. Durch seine markante Lage und die besondere Geländetopographie prägt der Baukomplex das Ortsbild maßgeblich. Die Nutzungsgeschichte begründet die große stadtgeschichtliche Bedeutung des Baukomplexes. Durch die Authentizität und besonders typische Ausprägung des Fachwerkbaus dokumentiert dieser zugleich das Bauhandwerk seiner Entstehungs- bzw. Umbauzeit um 1800 und erlangt hierdurch auch baugeschichtliche Bedeutung.
Auf Grund des langen Leerstandes wurde das Fachwerkgebäude baulich stark in Mitleidenschaft gezogen. Viele Bauteile waren derart geschädigt, dass während der 2018 begonnenen Sanierungsarbeiten nur die nördliche und westliche Fassade (Umfassungsmauern) des Erdgeschosses mit Eingangsportal an der Nordseite und den Natursteinfenstergewänden, die nördliche Fachwerkwand des Obergeschosses, der Keller mit Zugangsportal und zwei Tonnengewölben sowie die Umfassungsmauern (Bruchsteinmauerwerk) der ehemaligen südwestlichen Radstube erhalten werden konnten. Die genannten Bauteile werden in den sich am Vorgängerbau orientierenden Neubau integriert. Damit wird die o. g. markante Lage im Ortsbild weiterhin gewahrt.

## Landkarten-Archiv
- Messtischblatt 470 Sayda (1910) (abgerufen am 24. Juli 2025)
- Messtischblatt 469 Annaberg (1910) (abgerufen am 24. Juli 2025)
- Messtischblatt 442 Chemnitz (1910) (abgerufen am 24. Juli 2025)